# Anni Krahnstöver

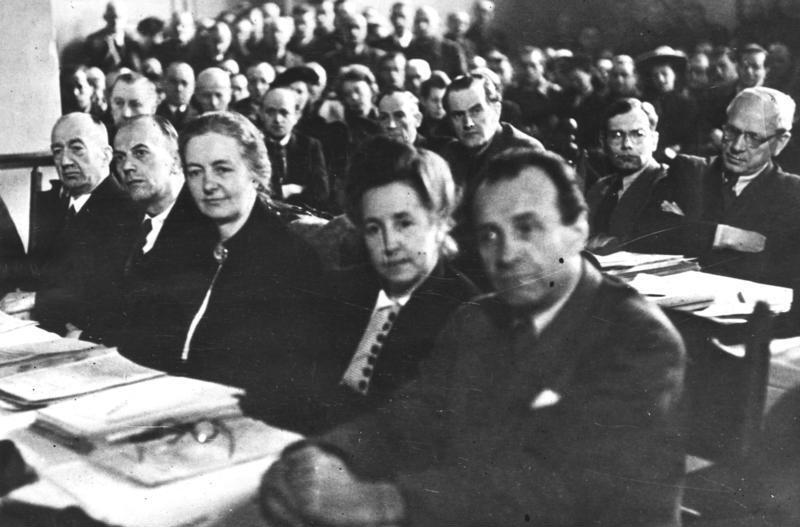
Pour la première fois, des femmes siègent au Conseil économique : Anni Krahnstöver à gauche.

Anni Krahnstöver (Kiel, 4 juin 1904 - Bonn, 27 juillet 1961) est une femme politique allemande.